# Jaleo!!!
|  | Aquest article tracta sobre l'organització. Vegeu-ne altres significats a «Jaleo (desambiguació)». |

Bandera tradicional nacionalista andalusa, utilitzada per Jaleo!!! en tots els seus actes i convocatòries.

Jaleo!!! és una organització juvenil andalusa d'esquerres que defensa l'autodeterminació i independència d'Andalusia pel que fa a Espanya.

## Orígens
Es va fundar el 1996 a Màlaga. Les zones on Jaleo!!! té major activitat són la ciutat de Sevilla, la Província de Màlaga, Jerez de la Frontera i Cadis.

## Característiques
S'autodefineix com a "organització de joves andalusos i andaluses que lluiten per l'autodeterminació del País Andalús". Manté, com la resta d'organitzacions independentistes d'Espanya, un vincle de germanor amb organitzacions de similar ideologia de Catalunya, Euskal Herria, Galícia, Astúries, Aragó, Canàries, etc.

## Ideals
Segons els seus militants, a Jaleo!!! no es segueixen dogmes ni pensaments únics. Cada militant de Jaleo!!! pot tenir la seva pròpia forma de pensar, dintre de l'esquerra antisistema i el nacionalisme andalús. Entre els seus ideals i reivindicacions hi ha: 
- La lluita per l'alliberament nacional i social d'Andalusia.
- La defensa del dret d'autodeterminació, que forma part dels propòsits de Nacions Unides dintre de l'article 1, paràgraf 2. És un dret bàsic que té tot poble per a decidir sobre el seu estatut econòmic, polític, social, cultural, internacional.
- L'anticapitalisme. Segons l'organització, Andalusia requereix una revolució social que canviï els marcs de convivència i desenvolupament de manera que es reparteixin la terra i les riqueses, s'acabin l'ocupació precària, l'atur i l'espoliació de matèries primeres.
- La despenalització de l'ocupació. Lluita pel dret a un habitatge digne i lluita contra l'especulació immobiliària, dintre i fora d'Andalusia.
- Erradicació dels exèrcits. Desmantellament de les bases militars nord-americanes, britàniques i espanyoles del territori andalús.
- Alliberament sexual, abastant tant el feminisme i la lluita contra el patriarcat, com la defensa de la llibertat de les diferents opcions i orientacions sexuals.
- Ecologisme. Defensa d'apostes alternatives ecològiques enfront del capitalisme ("El medi ambient no pot entrar en el joc de l'oferta i la demanda".) d'acord amb els ideals ecosocialistes.
- Nacionalisme andalús. Partint de la consideració d'Andalusia com a nació, defensen un nacionalisme anticolonialista i antiracista, i basat la classe treballadora, i no en la burgesia. Defensa de la solidaritat entre els pobles (internacionalisme), a més de defensar i promocionar la cultura i tradicions andaluses.
- Reforma agrària. Defensa de la col·lectivització de la terra i aposta per una agricultura ecològica.
- Educació pública. Aposta per la defensa de l'ensenyament públic enfront de la privatització i la elitització de la Universitat pública. Tracte de la Història d'Andalusia com a assignatura obligatòria. Fomentar la cultura, modalitat lingüística i identitat com ve proposat en l'Estatut d'Autonomia d'Andalusia.

## Partits polítics
No està vinculada a cap partit polític, però juntament amb el Partit Comunista del Poble Andalús i el CUT-BAI formen el Bloque Andaluz de Izquierdas (que es va presentar a Màlaga a les Eleccions municipals de 2007). La seva ideologia se situa pròxima a l'extrema esquerra independentista. Els seus homòlegs nacionalistes en altres països són Assembleia da Mocidade Independentista a Galícia, Arran als Països Catalans, Yesca a Castella, Azarug a Canàries, Darréu a Astúries o la Purna a Aragó.

## Actes habituals de l'organització
Jaleo!!! està present commemorant tots els dies significatius dintre de l'andalucisme, entre els quals destaquen el 4 de desembre, considerat per l'organització com Dia Nacional Andalús i aniversari de la mort a Màlaga del manifestant Manuel José García Caparrós el 4 de desembre de 1977, durant les multitudinàries manifestacions que demanaven l'autonomia de primera per l'Article 151 de la Constitució Espanyola per a Andalusia, o el 10 d'agost, data en què Blas Infante va ser afusellat per les tropes franquistes en la Guerra Civil Espanyola, que el celebra al costat d'altres organitzacions de l'esquerra nacionalista d'altres parts del món.